# Doos (Nürnberg)
Doos ist ein Stadtteil der kreisfreien Stadt Nürnberg und gehört zum statistischen Bezirk 65 (Muggenhof). Der Distrikt 651 (Doos) liegt nördlich der Fürther Straße.

## Lage
Der Ort erstreckt sich zwischen Pegnitz, Ringbahn und Frankenschnellweg.
Der Distrikt Doos umfasst folgende Straßen: Dooser Straße, Ferdinandstraße, Fürther Straße, Herderstraße, Konradstraße, Matthiasstraße, Ruprechtstraße, Sigmundstraße, Tassilostraße.

## Geschichte

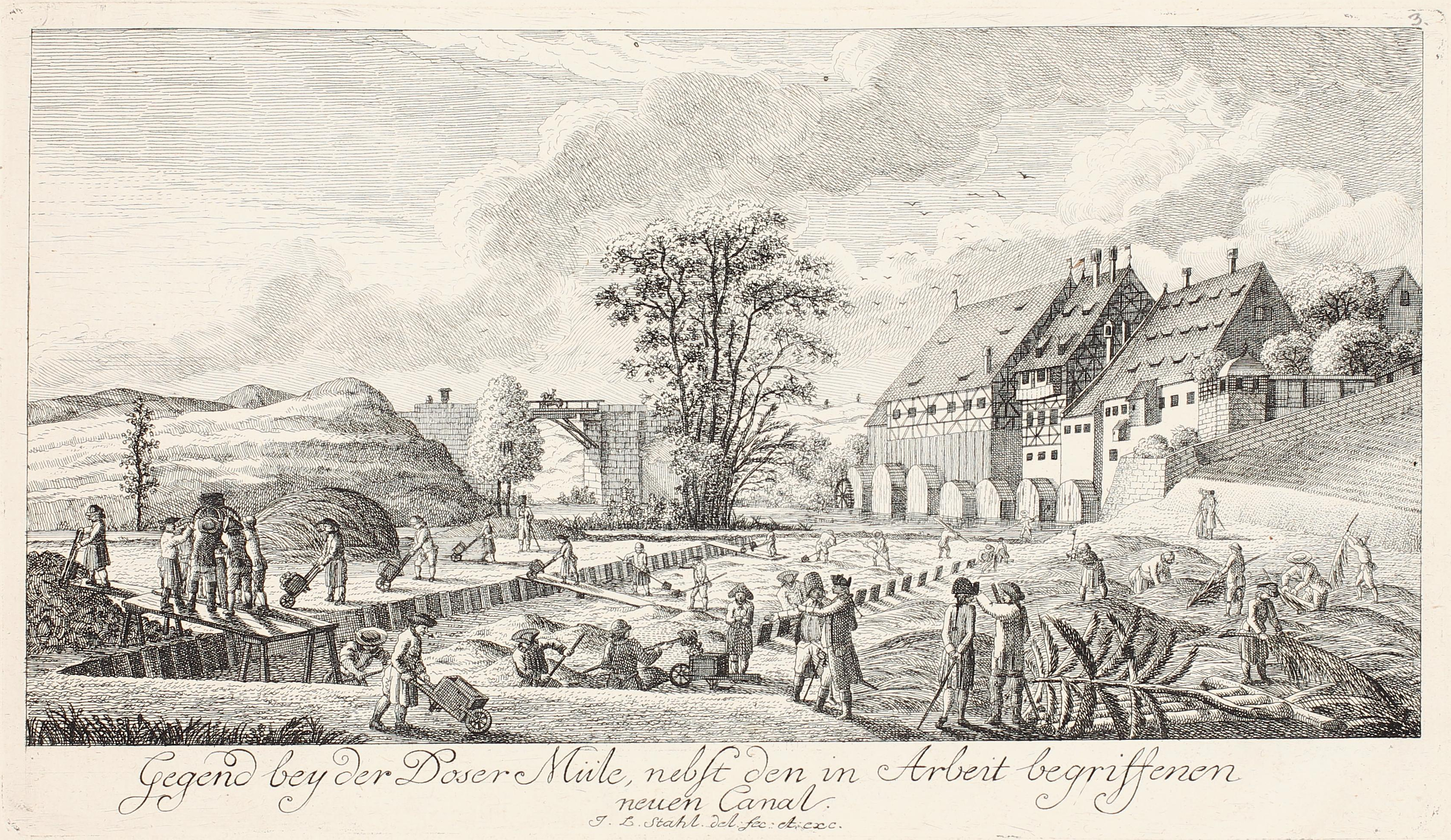
Dooser Brücke und Dooser Mühle, um 1785

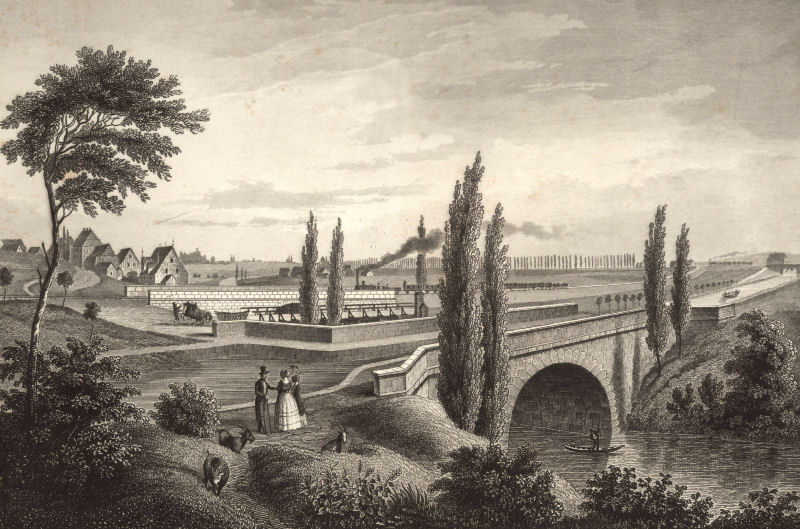
Brückkanal des Ludwig-Donau-Main-Kanals (auf Fürther Stadtgebiet), dahinter die Dooser Brücke und die Eisenbahnbrücke der Ludwig-Süd-Nord-Bahn, 1845

Der Name Doos leitet sich von der  sogenannten „Dooser Enge“ ab. Die Pegnitz hatte an dieser Stelle ein starkes Gefälle. Schon im 14. Jahrhundert sprach man deswegen von einer „Dosse“ (= tosend, rauschend). Die ersten Anfänge des Ortes gehen auf eine Mühle an dieser Stelle zurück, die auch die Fischereirechte besaß und 1428–1448 der Patrizierfamilie Ortlieb gehörte. Der Konkurs des Hans Ortlieb führte nach 1430 zu Besitzwirren. Danach kam die Mühle an die Schedel und die Schürstab. Die Mühle wurde zur Drahtziehmühle sowie zum Messing- und Goldschlaghammer ausgebaut und nach 1504 mit einem befestigten Sitz versehen. Dieser wurde im Zweiten Markgrafenkrieg 1552/53 zerstört. 1560 erwarb der Nürnberger Kaufmann und Waffenhändler Wolf Kern (1503–1582) den Messinghammer „zum Thos bei der steinen Prucken“, ließ „das Herrenhaus neu erbauen und nannte es Kernstein“. Im Dreißigjährigen Krieg wurde Doos 1632 zerstört, danach aber wieder aufgebaut. Im 18. Jahrhundert wurde der Hammer zur Spiegelfabrik umgebaut und der Herrensitz 1753 neu errichtet, der aber heute nicht mehr steht. 
Gegen Ende des 18. Jahrhunderts gab es in Doos 4 Anwesen (1 Hof mit Mahlmühle, 1 Kupferhammerwerk, 1 Spiegelfabrik, 1 Folienhammerwerk). Das Hochgericht übte die Reichsstadt Nürnberg aus, was vom brandenburg-ansbachischen Oberamt Cadolzburg bestritten wurde. Die Dorf- und Gemeindeherrschaft und die Grundherrschaft hatte das Spitalamt der Reichsstadt Nürnberg.
Von 1797 bis 1808 unterstand der Ort dem Justiz- und Kammeramt Cadolzburg. 1806 kam Doos an das Königreich Bayern. Im Rahmen des Gemeindeedikts wurde Doos dem 1808 gebildeten Steuerdistrikt Schniegling und der im selben Jahr gegründeten Ruralgemeinde Schniegling zugeordnet. 1899 wurde Doos nach Nürnberg eingemeindet.
Von den 1840er bis in die 1950er Jahre querte in Doos der Ludwig-Donau-Main-Kanal die Pegnitz. In den 1960er Jahren wurde er zugeschüttet und mit der Trassenführung der Bundesautobahn 73, die hier Frankenschnellweg genannt wird, überbaut.
1929 erwarb Apotheker Carl Soldan, Gründer des Familienunternehmens Dr. C. Soldan, die Firma Doosa, eine Lebkuchen- und Süßwarenfabrik, in der Herderstraße. Nach dem Umbau des Firmengebäudes verlegte er die Produktion der Em-eukal Bonbons dorthin. 1960 zog diese schließlich nach Adelsdorf. Heute befinden sich die Mohren-Apotheke zu St. Lorenz, die Post und das Jenaplan-Gymnasium in den ehemaligen Produktionsgebäuden.

### Einwohnerentwicklung
| Jahr      | 001818 | 001824 | 001840 | 001861 | 001871 | 001885 |
| Einwohner | 93     | 65     | 96     | 188    | 238    | 628    |
| Häuser    | 7      | 6      | 11     |        |        | 22     |
| Quelle    | [ 12 ] | [ 8 ]  | [ 13 ] | [ 14 ] | [ 15 ] | [ 16 ] |

## Religion
Der Ort ist seit der Reformation evangelisch-lutherisch geprägt und war ursprünglich nach St. Peter und Paul (Poppenreuth) gepfarrt, heute ist die Pfarrei Versöhnungskirche zuständig. Die Einwohner römisch-katholischer Konfession sind nach Zu den Heiligen Schutzengeln gepfarrt.

## Infrastruktur
Seit der zweiten Hälfte des 19. Jahrhunderts war Doos mit einer eigenen Bahnstation an das Eisenbahnnetz angeschlossen. Der Bahnhof wurde am 2. Juni 1991 für den Personenverkehr aufgelöst, nachdem die Fahrgastzahlen wegen der seit 1981 parallel verlaufenden U-Bahn-Linie 1 (Station Muggenhof) immer weiter sanken. Der Frankenschnellweg begrenzt den Ort im Westen, die Fürther Straße im Osten.